# Andong-Stadion
Das Andong-Stadion war ein Fußballstadion in der südkoreanischen Stadt Andong, Gyeongsangbuk-do. Das Stadion wurde 1979 erbaut. Zwischen 1983 und 1986 nutzte die K League regelmäßig das Stadion als Austragungsort der Liga. Außerdem wurde das Stadion 1990, 1995 und 2001 unregelmäßig weiter als Austragungsort genutzt.